# پردیس دانشکده‌های فنی دانشگاه تهران
دانشکدگان فنی دانشگاه تهران (نام سابق پردیس دانشکده‌های فنی دانشگاه تهران و دانشکده فنی دانشگاه تهران)، به مجموعه‌ای از دانشکده‌ها و موسسات آموزشی، تحقیقاتی و فنی-مهندسی زیر مجموعه دانشگاه تهران گفته می‌شود. دانشکدگان فنی دانشگاه تهران، در سال ۱۳۱۳ تأسیس شد و بعدها، سه دانشکده
به آن اضافه شد که این دانشکده هم‌اکنون در دو استان گیلان و استان تهران فعالیت دارند. در سال ۱۴۰۰ عناوین پردیس‌های فنی، هنر، ابوریحان، فارابی، کشاورزی و… که از آن دسته از مجموعه‌های دانشگاهی دانشگاه تهران هستند که پذیرای دانشجویان نوبت روزانه (آموزش رایگان) محسوب می‌شوند؛ همگی به «دانشکدگان» تغییر یافتند، تا میان این مجموعه‌های دانشگاهی روزانه با پردیس‌های بین‌المللی و خودگردان (برای دانشجویان شهریه‌پرداز) دانشگاه تهران، تمایز ایجاد شود؛ لذا از آن تاریخ، پردیس فنی نیز که مجموعه‌ای از دانشکده‌های دانشگاه تهران است؛ به دانشکدگان فنی دانشگاه تهران تغییر نام یافت.

## تاریخچه

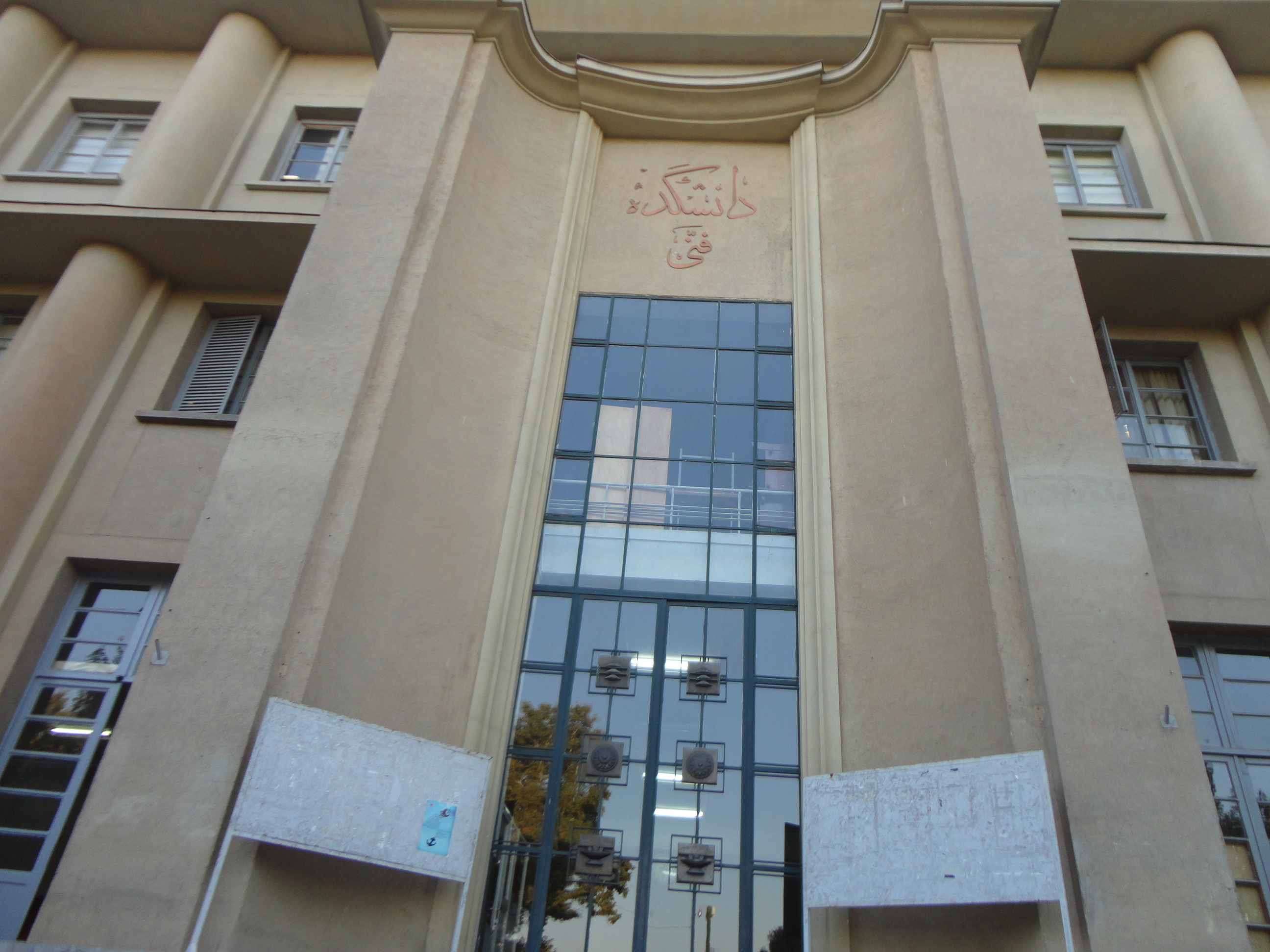
سردر پردیس مرکزی

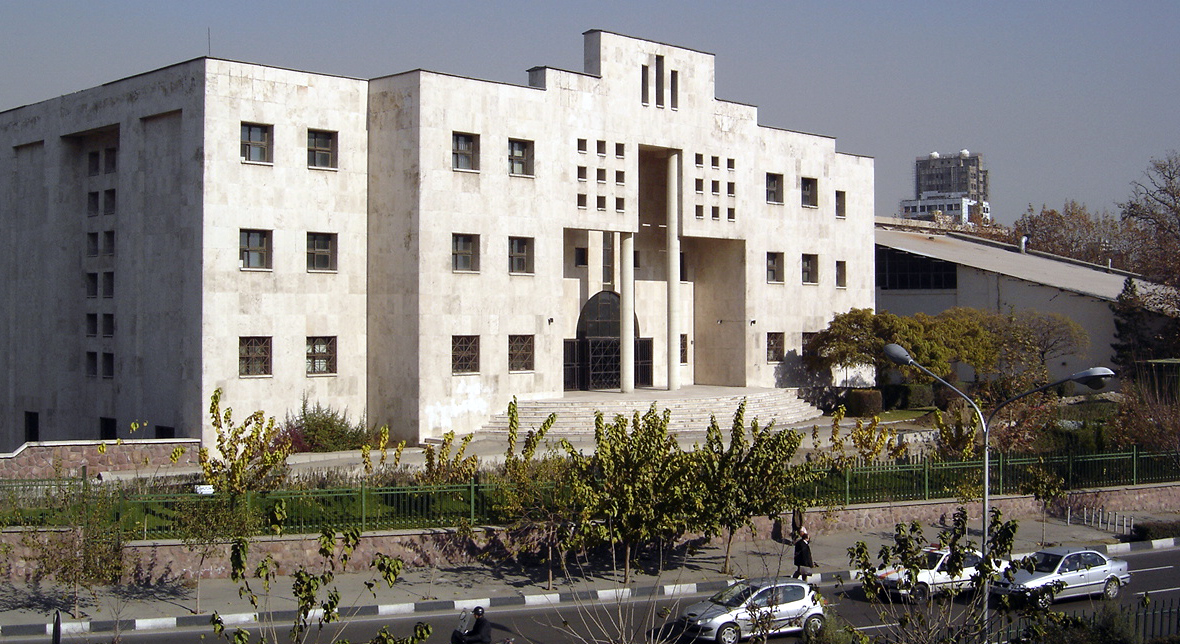
پردیس ۲ دانشکدگان فنی دانشگاه تهران در بزرگراه جلال آل احمد

دانشکدگان فنی دانشگاه تهران، مهد مهندسی کشور و مادر دانشگاه‌های صنعتی ایران است. در پی تأسیس دانشگاه تهران در سال ۱۳۱۳، دانشکدهٔ فنی نیز به عنوان یکی از شش دانشکدهٔ اولیهٔ آن دانشگاه با گردآوری مدرسه‌های فنی دولتی موجود در آن زمان در دانشکده‌ای واحد شکل گرفت و تأسیس شد. قدیمی‌ترین این مدارس فنی، مدرسه رنگرزی بود که زیر نظر گمرک اداره می‌شد. دولت در سال ۱۲۹۴ خورشیدی یک شیمیست از اروپا آورد تا رنگ قالی‌های صادراتی را برای تشخیص قالی‌هایی کنترل کند که خامه آنها با رنگ موسوم به «جوهری» رنگ‌آمیزی و باعث افت ارزش قالی ایرانی در بازار جهانی شده بود. عده‌ای از مأموران گمرک نزد این شیمیست مدتی آموزش می‌دیدند و سپس به گذرگاه‌های مرزی صدور قالی فرستاده می‌شدند. گاهی اطلاعات ناقص آنان که به تشخیص غلط می‌انجامید، باعث شکایت تجار می‌شد و در نتیجه، دولت تصمیم گرفت مدرسه رنگرزی در تهران دایر کند. در نخستین دوره این مدرسه، ده مآمور گمرک آموزش دیدند اما سپس تصمیم گرفته شد که در این مدرسه، علاوه بر تشخیص رنگ، شیوه نوین رنگرزی آموزش داده شود. در نتیجه دوره مدرسه دوساله شد و شاگردان از میان فرزندان رنگرزهای تهران انتخاب شدند. شاگردان می‌بایستی در دوره تحصیل، از چهار رنگ ثابت گیاهی (روناس و نیل و قرمز دانه و اسپوراک) ۱۷۰ رنگ ثابت تهیه کنند. دولت برای این مدرسه چهار معلم از بلژیک با حقوق سالیانه مجموعاً ۱۸۶۰۰ تومان استخدام کرد و مدیریت مدرسه نیز با همان شیمیستی بود که در آغاز استخدام کرده بود. مجلس شورای ملی در اول مهر ۱۳۰۱ بودجه جداگانه سالیانه ۳۶۰۰ تومان برای مدرسه رنگرزی تصویب کرد.
دانشکدگان فنی دانشگاه تهران به منظور آموزش و تربیت افراد فنی کاردان، خبره و آگاه برای توسعهٔ صنعت کشور، از همان سال نخست، چهل دانشجو در رشته‌های مهندسی راه و ساختمان، مهندسی مکانیک، مهندسی برق و مهندسی معدن پذیرفت. دانشکدگان فنی دانشگاه تهران در طول تاریخ یکی از قلب‌های تپنده جنبش دانشجویی بوده‌است و روز دانشجو در ایران به مناسبت گرامی‌داشت سه دانشجوی شهید دانشکدگان فنی دانشگاه تهران در ۱۶ آذر ۱۳۳۲ نامگذاری شده‌است.
قریب به ۶۵ سال است که دانشکدگان فنی دانشگاه تهران خدمات فرهنگی و فنی می‌دهد و بیش از ۸۵۰۰ مهندس فارغ‌التحصیل از بخش‌های مختلف دانشکدگان فنی دانشگاه تهران، پست‌های مختلف فنی و مهندسی این کشور را پر کرده‌اند. طی سالیان، دانشکدگان فنی دانشگاه تهران گسترش چشمگیری داشته‌است و تعداد برنامه‌های و رشته‌های مختلف آن افزایش یافته‌است. در حال حاضر، دانشکدگان فنی دانشگاه تهران، رشته‌های مختلفی در سطح کارشناسی و دروه‌های تحصیلات تکمیلی دارد و به منظور کمک به فعالیت‌های پژوهشی و فنی دارای کارگاه‌ها و آزمایشگاه‌های مختلفی است. دانشکدگان فنی دانشگاه تهران در خیابان انقلاب با عنوان پردیس ۱ دارای دانشکده‌های مهندسی شیمی و مهندسی عمران و علوم مهندسی و در خیابان کارگر شمالی (امیرآباد) با عنوان پردیس ۲ دارای دانشکده‌های مهندسی مکانیک و مهندسی نقشه‌برداری و مهندسی برق و کامپیوتر و مهندسی متالورژی و مواد و مهندسی معدن و مهندسی صنایع و در استان گیلان، با عنوان پردیس ۳ دارای دانشکده فنی کاسپین است. البته پس از کمی تغییر سازمانی در دانشکدگان فنی دانشگاه تهران، عناوین پردیس ۱ و ۲ و ۳ از چارت سازمانی برداشته شد و فقط با ذکر عنوان دانشکده، محل مورد نظر قابل تشخیص شد. دانشکدگان فنی دانشگاه تهران از سال ۱۳۸۸ در شهرستان فومن استان گیلان، با حمایت موسوی رهپیما اقدام به تأسیس دانشکده فنی فومن جهت تربیت متخصصین صنعت نفت کرد.
دانشکدگان فنی دانشگاه تهران یکی از تأثیرگذارترین و پایدارترین نهادهای سیاسی در تاریخ معاصر ایران محسوب می‌شود. فعالیت‌های اعتراضی دانشجویی در این دانشکده آنقدر قدرتمند بود که مهندس ریاضی رئیس دانشکده به شوخی می‌گفت: «محض رضای خدا یکبار هم اجازه بدهید تظاهرات از حقوق شروع شود». سعید حجاریان در این زمینه می‌گوید که بعد از انقلاب وقتی برای بررسی اسناد ساواک به آنجا رفته به اندازه کل فایل‌های دانشگاه تهران فقط اسناد و مدارک مربوط به دانشکده فنی وجود داشت».
کانون مهندسین که نخستین تشکل صنفی مدرن ایران است توسط دانشجویان و استادان این دانشکده شکل گرفت. این سازمان فعالیت‌های خود را گسترش داده و ساختمانی معظم هم برای خود ساخت اما پس از انقلاب مصادره و فعالیت‌های آن متوقف شد.
جنبش چپ ایران نیز تا حد زیادی توسط دانشجویان این دانشکده شکل گرفت. نورالدین کیانوری دبیر اول حزب توده از نخستین ورودی‌های این دانشکده بود و حسین جودت و رضا رادمنش از اعضای کادر مرکزی حزب توده هر دو استاد علوم پایه مهندسی در دانشکدگان فنی دانشگاه تهران بودند. تغییرات طبقاتی در دهه ۴۰ و بخصوص در دهه ۵۰ باعث شد تا جناح چپ دانشکده تقویت شود. علی‌اصغر بدیع‌زادگان که از دانشکده مهندسی شیمی فارغ‌التحصیل شده و حتی به عضویت هیئت علمی گروه مهندسی شیمی هم درآمده بود به همراه سعید محسن (فارغ‌التحصیل رشته مهندسی تأسیسات) و ناصر صادق (فارغ‌التحصیل مهندسی مکانیک) سازمان مجاهدین خلق را پایه‌گذار کردند. حمید اشرف که در دهه ۵۰ رهبری فدائیان خلق را بر عهده داشت در دهه ۴۰ دانشجوی مهندسی مکانیک این دانشکده بود. این دو سازمان بخشی از کادرهای مهم خود را از دانشکدگان فنی دانشگاه تهران تأمین کردند. فرخ نگهدار و کاظم اسلامی به چریک‌های فدایی خلق و مهدی ابریشم‌چی و محسن نجات حسینی به مجاهدین خلق پیوستند.
بستر این فعالیت‌ها را مطالعه و بحث‌های گروهی در دانشکده ایجاد کرده بود. افسانه صدر از دانشجویان آن زمان دانشکده می‌گوید: «در آن زمان (اویل دهه ۵۰) طبیعی بود که آدم ببیند کنار دستیش جزوه‌های اقتصاد را می‌خواند و دیگری جامعه‌شناسی را. یکی پس از یادگیری عربی متن اصلی تفسیر المیزان را می‌خواند و دیگری گورویچ را». این فضا همیشه مسالمت‌آمیز نبود. برای مثال انتشار مقالاتی با نام «انسان، اسلام و مارکسیسم» به قلم علی شریعتی در روزنامه کیهان از سوی منتقدان شریعتی به همکاری او با ساواک تعبیر شد و تنش‌هایی را در دانشکده ایجاد کرد.

## مجموعه‌های دانشکدگان فنی دانشگاه تهران
در حال حاضر گروه‌ها و بخش‌های مختلف تحقیقاتی دانشکدگان فنی دانشگاه تهران در چهار مجموعه فعالیت دارند:
- مجموعه شماره ۱ (مرکزی): داخل دانشگاه تهران ۳۵°۴۲′۱۵٫۹۳″ شمالی ۵۱°۲۳′۳۷٫۹۶″ شرقی / ۳۵٫۷۰۴۴۲۵۰°شمالی ۵۱٫۳۹۳۸۷۷۸°شرقی
- مجموعه شماره ۲ (امیرآباد): تقاطع بزرگراه جلال آل احمد و خیابان کارگر شمالی ۳۵°۴۳′۲۸٫۶۹″ شمالی ۵۱°۲۳′۱۲٫۲۱″ شرقی / ۳۵٫۷۲۴۶۳۶۱°شمالی ۵۱٫۳۸۶۷۲۵۰°شرقی
- مجموعه شماره ۳ (دانشکده فنی کاسپین): استان گیلان ۳۷°۳۳′۴۸٫۱۵″ شمالی ۴۹°۵′۳۸٫۶۱″ شرقی / ۳۷٫۵۶۳۳۷۵۰°شمالی ۴۹٫۰۹۴۰۵۸۳°شرقی
- مجموعه شماره ۴ (دانشکده فنی فومن): استان گیلان

## روسای دانشکدگان فنی دانشگاه تهران
- محمود حسابی ۱۳۱۴–۱۳۱۳ (کفیل)
- غلامحسین رهنما ۱۳۲۴–۱۳۱۴
- مهدی بازرگان ۱۳۳۰–۱۳۲۴
- عبدالحسین خلیلی ۱۳۳۳–۱۳۳۱
- عبدالله ریاضی ۱۳۴۲–۱۳۳۳
- رضا گنجه‌ای ۱۳۴۴–۱۳۴۲
- غلامعلی بازرگان دیلمقانی ۱۳۴۶–۱۳۴۴
- محمد مظفر زنگنه ۱۳۴۷–۱۳۴۶
- احمد بدخشان ۱۳۵۰–۱۳۴۸
- ایرج شمس ملک‌آرا ۱۳۵۱–۱۳۵۰
- مصطفی مزینی ۱۳۵۲–۱۳۵۱
- امیر منصور میری ۱۳۵۷–۱۳۵۲
- عبدالله استاد حسینی ۱۳۶۰–۱۳۵۷
- ناصر منیری ۱۳۶۱–۱۳۶۰
- سجاد هاشمی ۱۳۶۳–۱۳۶۱
- احمد فیض دیزجی ۱۳۶۴–۱۳۶۳
- محمد رحیمیان ۱۳۶۸–۱۳۶۴
- رسول میرقادری ۱۳۷۰–۱۳۶۸
- مجتبی شریعتی نیاسر ۱۳۷۴–۱۳۷۰
- محمود موسوی مشهدی ۱۳۷۷–۱۳۷۴
- رضا فرجی‌دانا ۱۳۸۱–۱۳۷۷
- محمود نیلی احمدآبادی ۱۳۸۸–۱۳۸۱
- محمود کمره‌ای ۱۳۹۵–۱۳۸۸
- ناصر سلطانی ۱۴۰۱–۱۳۹۵
- رحمت ستوده قره باغ ۱۴۰۱
- مهدی قاسمیه ۱۴۰۱ تاکنون

## جایگاه دانشکدگان فنی دانشگاه تهران در رتبه‌بندی‌های معتبر بین‌المللی
دانشکدگان فنی دانشگاه تهران در نظام رتبه‌بندی شانگهای در سال‌های ۲۰۱۴ و ۲۰۱۵ در رتبه ۷۵–۵۱ قرار داشته و بهترین عملکرد را در میان سایر دانشگاه‌های ایران داشته‌است.

و همین‌طور در نظام رتبه‌بندی لایدن نیز در سال‌های ۲۰۱۴ و ۲۰۱۵ در رتبه ۳۲۰ و ۲۲۶ جهان قرار گرفته و بهترین عملکرد را در بین سایر دانشگاه‌ها داشته.
در نظام رتبه‌بندی QS نیز در سال ۲۰۱۴ در رده ۲۹۸ جهان و برتر از سایر دانشگاه‌های ایران قرار گرفت.

## دانشکده‌های دانشکدگان فنی دانشگاه تهران
مجموعه امیرآباد در تهران:
1. دانشکده مهندسی برق و کامپیوتر
2. دانشکده مهندسی مکانیک
3. دانشکده مهندسی معدن
4. دانشکده مهندسی صنایع
5. دانشکده مهندسی متالورژی و مواد
6. دانشکده مهندسی نقشه‌برداری و اطلاعات مکانی

مجموعه انقلاب در تهران:
1. دانشکده مهندسی عمران
2. دانشکده مهندسی شیمی
3. دانشکده علوم مهندسی

مجموعه خارج از تهران:
1. دانشکده فنی فومن
2. دانشکده فنی کاسپین رضوانشهر

### دانشکدهٔ مهندسی برق و کامپیوتر
گرایش‌ها:
- الکترونیک
- مخابرات
- سیستم‌های دیجیتال
- قدرت
- کنترل
- نرم‌افزار
- سخت‌افزار
- معماری کامپیوتر
- مهندسی پزشکی
- رباتیک
- فن‌آوری اطلاعات

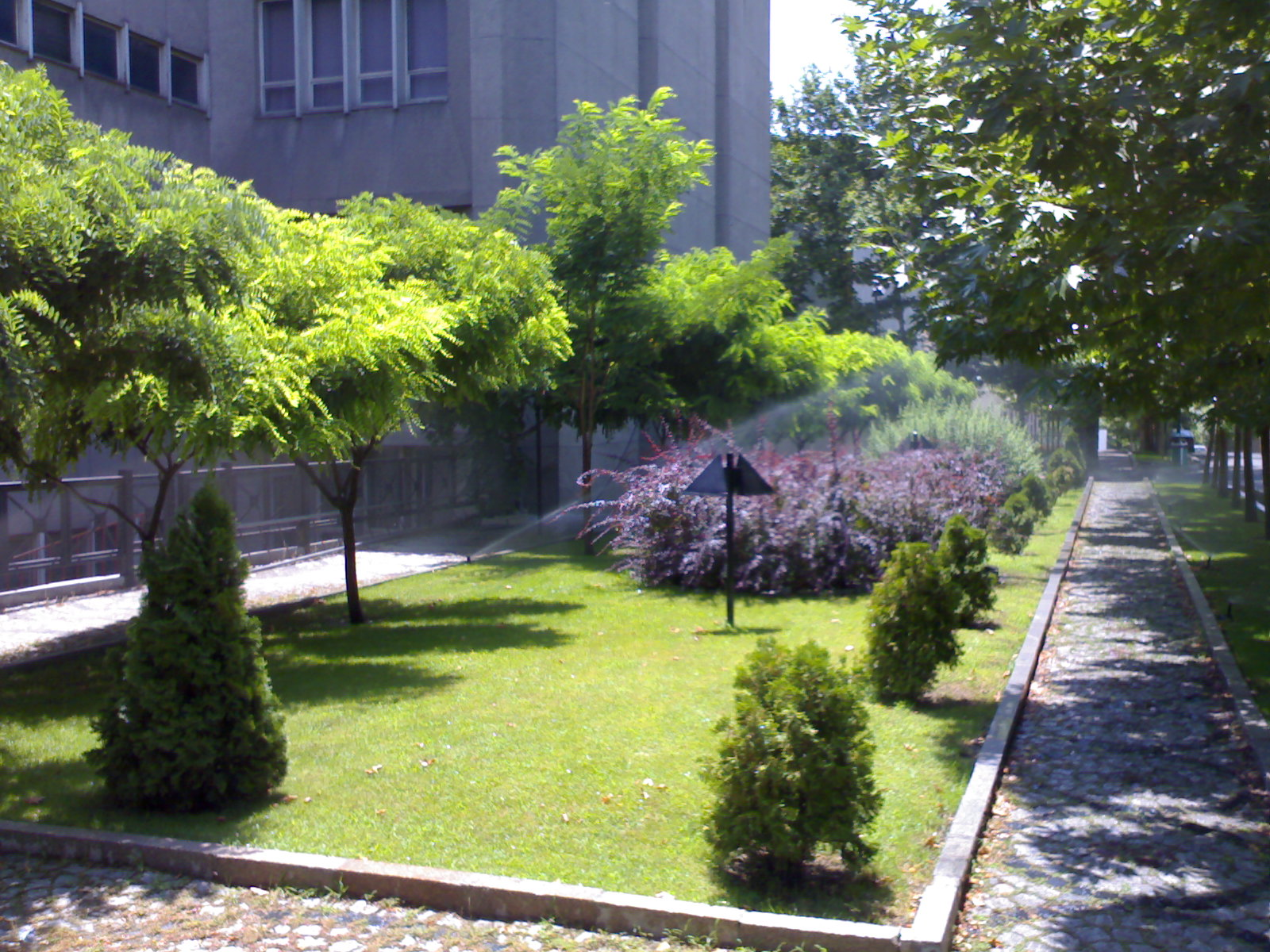
ساختمان دانشکدهٔ برق و کامپیوتر

اعضاء هیئت علمی: ۱۷ استاد، ۲۱ دانشیار، ۲۷ استادیار، ۲ مربی
ریاست: مجید صنایع پسند

### دانشکدهٔ مهندسی شیمی
گرایش‌ها:
- مهندسی شیمی
- مهندسی شیمی ـ طراحی فرایند
- مهندسی شیمی ـ محیط زیست
- مهندسی شیمی ـ انرژی و محیط زیست
- مهندسی شیمی ـ کاتالیست
- مهندسی پلیمر
- مهندسی داروسازی
- مهندسی فراوری و انتقال گاز
- مهندسی نفت (تشکیل کلاس‌ها و دفتر اساتید در ساختمان انستیتو مهندسی نفت پردیس امیرآباد)

اعضای هیئت علمی: ۱۲ استاد، ۸ دانشیار، ۲۰ استادیار، ۱ مربی
ریاست:  رضا ضرغامی

### دانشکده محیط زیست
گرایش‌ها:
. مهندسی سیستمهای انرژی - انرژی و محیط زیست
. مهندسی محیط زیست
. علوم محیط زیست
. مهندسی طراحی محیط زیست
. مدیریت و برنامه‌ریزی و آموزش محیط زیست
. سوانح و ایمنی

### دانشکدهٔ مهندسی عمران
گرایش‌ها:
- راه و ترابری
- سازه‌های هیدرولیکی
- مکانیک خاک
- مدیریت ساخت
- مهندسی عمران - عمران (دوره کارشناسی)
- مهندسی زلزله
- سازه‌های دریایی
- مهندسی سازه
- مهندسی آب
- مهندسی محیط زیست

اعضاء هیئت علمی: ۱۱ استاد، ۱۴ دانشیار، ۱۲ استادیار و یک مربی.
ریاست: غلامرضا هروی

### دانشکدهٔ مهندسی متالورژی و مواد
گرایش‌ها:
- مهندسی متالورژی و مواد
- متالورژی استخراجی
- شناسایی و انتخاب مواد
- خوردگی فلزات
- شکل‌دادن فلزات
- جوشکاری
- ریخته‌گری

اعضاء هیئت علمی: ۱۵ استاد، ۱۰ دانشیار، ۴ استادیار، ۱ مربی
ریاست: شهرام رایگان

### دانشکدهٔ مهندسی مکانیک
گرایش‌ها:
- مهندسی مکانیک
- طراحی کاربردی
- تبدیل انرژی
- توربوماشین‌های آبی
- ساخت و تولید
- نانو مکانیک

اعضاء هیئت علمی: ۱۸ استاد، ۸ دانشیار، ۳۱ استادیار
ریاست: کارن ابری نیا

### دانشکده مهندسی صنایع
گروه‌های آموزشی:
- مهندسی صنایع: رشته‌های مهندسی صنایع و مهندسی لجستیک و زنجیره تأمین
- مهندسی سیستم: گرایش تحقیق در عملیات و گرایش برنامه‌ریزی سیستم‌های انرژی
- مهندسی کسب و کار: رشته مدیریت پروژه گرایش مهندسی نفت و گاز- رشته MBA و رشته Facility Management

اعضاء هیئت علمی: ۱۸ عضو هیئت علمی اصلی و ۱۰ عضو هیئت علمی وابسته
وب سایت دانشکده مهندسی صنایع

### دانشکدهٔ مهندسی معدن
گرایش‌ها:
- استخراج
- اکتشاف نفت
- اکتشاف
- فرآوری مواد معدنی
- مکانیک سنگ
- محیط زیست

اعضاء هیئت علمی: ۶ استاد، ۵ دانشیار، ۵ استادیار، ۳ مربی
ریاست:  حسن بخشنده امنیه
```
[وبسایت دانشکده مهندسی معدن 
https://mine.ut.ac.ir
]
```

### انستیتو مهندسی نفت
گرایش‌ها:
- کارشناسی مهندسی نفت
- کارشناسی ارشد مهندسی نفت گرایش مخازن هیدروکربوری
- کارشناسی ارشد مهندسی نفت گرایش حفاری
- کارشناسی ارشد مهندسی نفت گرایش بهره‌برداری
- کارشناسی ارشد مهندسی شیمی گرایش فراوری و انتقال گاز
- دکتری مهندسی نفت

### دانشکده فنی کاسپین
- مهندسی شیمی
- مهندسی پلیمر (صنایع پلیمر)
- مهندسی مکانیک

ریاست:  محمدعلی آرون

### دانشکده فنی فومن
- مهندسی شیمی
- مهندسی نفت
- مهندسی فناوری اطلاعات
- مهندسی صنایع

ریاست:  محمدعلی آرون

### دانشکده مهندسی نقشه‌برداری
گرایش‌ها:
- ژئودزی
- فتوگرامتری
- سنجش از دور
- سیستم‌های اطلاعات مکانی(GIS)
- هیدروگرافی

اعضاء هیئت علمی: ۶ استاد، ۶ دانشیار، ۱۰ استادیار، ۱ مربی، ۴ عضو هیئت علمی وابسته
ریاست: عبدالرضا صفری

### دانشکده علوم مهندسی
تمامی دانشجویان دورهٔ کارشناسی دروس پایه خود را نزدیک به ۲ سال در این گروه می‌گذرانند.
اعضاء هیئت علمی: ۷ استاد، ۱ دانشیار، ۴ استادیار، ۵ مربی
پس از تأسیس دانشکدهٔ علوم مهندسی در سال ۱۳۸۷ و بنا بر ماهیت رشته علوم مهندسی، گروه علوم پایهٔ مهندسی در حال واگذاری وظایف خود به دانشکدهٔ علوم مهندسی است. در حال حاضر (بهار ۱۳۹۱) تمامی دروس گروه علوم پایه توسط دانشکده علوم مهندسی ارئه می‌شود.
دانشکدگان فنی دانشگاه تهران برای بار نخست در در کشور، در سال ۱۳۸۷، دانشکده علوم مهندسی را با چهار گرایش و دوازده خوشه تخصصی راه‌اندازی نمود. این دانشکده در مقطع کارشناسی ارشد اقدام به جذب دانشجو در مهندسی کامپیوتر، گرایش الگوریتم و محاسبات می‌نماید.
علوم مهندسی، دوره‌ای میان رشته‌ای است که ارتباط نزدیک حوزه‌های مختلفی از علوم مانند فیزیک، ریاضیات و مهندسی را دنبال می‌کند.
در حال حاضر دارای خوشه‌های تخصصی زیر می‌باشد:
1. برق الکترونیک
2. برق مخابرات
3. مکانیک حرارت و سیالات
4. مهندسی هسته‌ای
5. بهینه‌سازی
6. علم مواد
7. مکانیک طراحی کاربردی
8. مهندسی فرایند
9. مهندسی ذخایر
10. سیاست گذاری محیط زیست
11. مهندسی زمین (نقشه‌برداری)
12. مهندسی زمین (ژئومکانیک)
13. مهندسی نرم‌افزار

ریاست: حسینیان سراجه لو

## شخصیت‌های مشهور
- محمود حسابی (فیزیکدان، سناتور و وزیر آموزش و پرورش)
- لطفی زاده (بنیانگذار منطق فازی و استاد دانشگاه برکلی کالیفرنیا)
- فضل‌الله رضا (استاد دانشگاه و سفیر سابق ایران در یونسکو و سازمان ملل)
- مهدی بازرگان (سیاستمدار، استاد دانشگاه و اولین نخست‌وزیر پس از انقلاب)
- مصطفی چمران (وزیر دفاع و فعال سیاسی- نظامی ایرانی)
- پرویز شهریاری (ریاضی‌دان، مترجم، نویسنده و از چهره‌های ماندگار ایران)
- رضا فرجی دانا (وزیر علوم، تحقیقات و فناوری)
- عزت‌الله سحابی (سیاستمدار، روزنامه‌نگار و رهبر شورای فعالان ملی مذهبی ایران)
- محمدرضا عارف (معاون اول رئیس‌جمهور در دولت هشتم)
- علی مصفا (کارگردان و تهیه‌کننده)
- فرهاد عطار زاده (مهندس عمران)

## فعالیت‌های پژوهشی
استادان مجرب و آزمایشگاه‌های مجهز دانشکدگان فنی دانشگاه تهران همواره به عنوان عاملی مهم در جذب پروژه‌های مختلف مهندسی از مراکز مختلف دولتی و خصوص بوده‌اند. دانشکدگان فنی دانشگاه تهران سعی برآن دارد که نیازهای کلی دانشگاه را برطرف ساخته و با معیارهای برگزیده شده توسط سازمان‌های معتبر فنی که استفاده مفید از فناوری و منابع اطلاعاتی را سرلوحه کار خود قرار داده‌اند مطابقت کند.

## امکانات آموزشی و پژوهشی
- ۵ کتابخانه مجهز و ۱ مجله
- سایتهای مختلف کامپیوتر
- آزمایشگاه‌های تخصصی و فنی
- مؤسسه الکتروتکنیک
- انستیتو مهندسی نفت
- مؤسسه تحقیقات و کاربرد مواد معدنی
- مؤسسه پژوهش در مدیریت و برنامه‌ریزی انرژی
- گروه پژوهشی بهینه‌سازی مهندسی
- شرکت مهاب فنی
- مؤسسه آب
- مؤسسه عالی پژوهشی خودرو، سوخت و محیط زیست
- مؤسسه زیست مواد
- مؤسسه عالی مواد پیشرفته
- مؤسسه پژوهشی فناوری‌های نوین در صنعت خودرو
- مؤسسه توربو ماشین